# Anniken Huitfeldt
Anniken Scharning Huitfeldt (ur. 29 listopada 1969 w Bærum) – norweska polityk, działaczka Partii Pracy, deputowana, minister w kilku resortach.

## Życiorys
Wychowała się w miejscowości Jessheim na północ od Oslo. Studiowała historię na Uniwersytecie w Oslo. Kształciła się także w London School of Economics. W latach 1996–2000 stała na czele młodzieżówki Partii Pracy. Później pracowała w jednej z fundacji.
W wyborach parlamentarnych w 2005 wybrano ją Stortingu, w 2009, 2013, 2017 i 2021 uzyskiwała poselską reelekcję.
W lutym 2008 została ministrem ds. dzieci i równości w rządzie Jensa Stoltenberga. W październiku 2009 przeszła na urząd ministra kultury. We wrześniu 2012 premier Jens Stoltenberg powierzył jej natomiast stanowisko ministra pracy, który sprawowała do października 2013. W październiku 2021 w gabinecie, na czele którego stanął wówczas Jonas Gahr Støre, objęła stanowisko ministra spraw zagranicznych. Została odwołana w trakcie rekonstrukcji rządu w październiku 2023; doszło do tego po tym, jak zarzucono jej możliwy konflikt interesów w związku z transakcjami gospodarczymi jej męża.

## Wybrane publikacje
- Child slavery and child trafficking in West Africa, Roma minorities in the Czech and Slovak Republics, Det globale ekteskapsmarkedet (2001–2004)
- Likhet eller Likeverd (1996)
- Fagbevegelsen foran et nytt århundre (1997)
- Sosialdemokratiet 2000 (2000)
- Næringslivets samfunnsansvar (2003)
- Women in Iraq – Analytical Report, Bagdad (2005)

## Odznaczenia
- Order Księżnej Olgi III klasy (Ukraina, 2022)[5]